# Lukas Charles Stafford
Lukas „Luke“ Charles Stafford (* in Anderson, Madison County, Indiana) ist ein US-amerikanischer Schauspieler.

## Leben
Stafford wurde in Anderson als Sohn von Robert Sheldon Stafford Jr., einem Produktionsstättenleiter, und Cathy Elaine Stafford, geborene Putcho, einer Kantinenmitarbeiterin und Vertretungslehrerin, geboren. Er besuchte von 2008 bis 2012 die Highland High School. Anschließend studierte er bis 2016 an der Anderson University, die er mit dem Bachelor verließ. Er gab 2019 im Kurzfilm By & By sein Filmdebüt. 2021 folgte die Rolle des Tom Hawkins im Film East of Middle West. Im selben Jahr war er im Low-Budget-Film Megalodon Rising – Dieses Mal kommt er nicht allein des Filmstudios The Asylum in der Rolle des Funkers Wilco zu sehen. Er wird im Fernsehfilm The Student die Rolle des Nathan verkörpern und befindet sich als Hauptdarsteller in den Dreharbeiten zum Film The Iron Ones.

## Filmografie (Auswahl)
- 2019: By & By (Kurzfilm)
- 2021: East of Middle West
- 2021: Megalodon Rising – Dieses Mal kommt er nicht allein (Megalodon Rising)